# Astana Indoor Meeting 2024
Astana Indoor Meeting 2024, właśc. Astana Indoor Meet for Amin Tuyakov Prizes 2024 – 2. edycja międzynarodowego mityngu lekkoatletycznego, który odbył się 27 stycznia 2024 roku w Astanie.
Zawody były pierwszą odsłoną znajdującego się w kalendarzu World Athletics Indoor Tour Gold, cyklu najbardziej prestiżowych zawodów halowych, organizowanych pod egidą World Athletics w sezonie 2024.
Rozegranych zostało 12 konkurencji.

## Wyniki

### Mężczyźni
| Pozycja | Tor | Zawodnik          | Państwo           | Czas | Pkt. |
| ------- | --- | ----------------- | ----------------- | ---- | ---- |
| 01 !    | 4   | Demek Kemp        | Stany Zjednoczone | 6,55 | 10   |
| 02 !    | 5   | Shūhei Tada       | Japonia           | 6,58 | 7    |
| 03 !    | 6   | Akihiro Higashida | Japonia           | 6,59 | 5    |
| 4.      | 3   | Richard Kilty     | Wielka Brytania   | 6,62 | 3    |
| 5.      | 8   | Rohan Watson      | Jamajka           | 6,65 |      |
| 6.      | 7   | Andre De Grasse   | Kanada            | 6,66 |      |
| 7.      | 1   | Ján Volko         | Słowacja          | 6,72 |      |
| 8.      | 2   | Tosin Ogunode     | Katar             | 6,73 |      |

| Pozycja | Bieg | Tor | Zawodnik          | Państwo    |
| ------- | ---- | --- | ----------------- | ---------- |
| 01 !    | 1    | 6   | Iñaki Cañal       | Hiszpania  |
| 02 !    | 1    | 4   | Ericsson Tavares  | Portugalia |
| 03 !    | 2    | 6   | Patrik Šorm       | Czechy     |
| 4.      | 2    | 3   | Pavel Maslák      | Czechy     |
| 5.      | 1    | 3   | Wiaczesław Ziems  | Kazachstan |
| 6.      | 2    | 2   | Jefim Tarassow    | Kazachstan |
| 7.      | 2    | 4   | Andriej Sokołow   | Kazachstan |
| 8.      | 1    | 5   | Elnur Muchitdinow | Kazachstan |
| 9.      | 2    | 5   | Rusheen McDonald  | Jamajka    |

| Pozycja | Zawodnik                 | Państwo     | Czas    | Pkt. |
| ------- | ------------------------ | ----------- | ------- | ---- |
| 01 !    | Samuel Tefera            | Etiopia     | 7:33,80 | 10   |
| 02 !    | Getnet Wale              | Etiopia     | 7:34,36 | 7    |
| 03 !    | Emil Danielsson          | Szwecja     | 7:55,54 | 5    |
| 4.      | Nursułtan Kienieszbiekow | Kirgistan   | 7:58,69 | 3    |
| 5.      | Karl Bebendorf           | Niemcy      | 8:12,92 |      |
| 6.      | Najmuddin Zuhurshoi      | Tadżykistan | 8:45,70 |      |
| 7.      | Alimżan Bałtabiek        | Kazachstan  | 8:56,78 |      |
| 08 !    | Mounir Akbache           | Francja     | DNF     |      |
| 08 !    | Boaz Kiprugut            | Kenia       | DNF     |      |

| Pozycja | Tor | Zawodnik        | Państwo           | Czas |
| ------- | --- | --------------- | ----------------- | ---- |
| 01 !    | 6   | Liu Junxi       | Chiny             | 7,58 |
| 02 !    | 5   | Milan Trajković | Cypr              | 7,60 |
| 03 !    | 3   | Andrew Pozzi    | Wielka Brytania   | 7,63 |
| 4.      | 4   | Dawid Jefriemow | Kazachstan        | 7,66 |
| 5.      | 8   | Max Hrelja      | Szwecja           | 7,70 |
| 6.      | 1   | Michael Dickson | Stany Zjednoczone | 7,71 |
| 7.      | 7   | Chris Douglas   | Australia         | 7,76 |
| 08 !    | 2   | Yaqoub Al-Youha | Kuwejt            | DNF  |

| Pozycja | Zawodnik         | Państwo           | Wynik | Pkt. |
| ------- | ---------------- | ----------------- | ----- | ---- |
| 01 !    | Armand Duplantis | Szwecja           | 5,80  | 10   |
| 02 !    | Ben Broeders     | Belgia            | 5,70  | 7    |
| 03 !    | Zhong Tao        | Chiny             | 5,60  | 5    |
| 4.      | Cole Walsh       | Stany Zjednoczone | 5,60  | 3    |
| 5.      | Oleg Zernikel    | Niemcy            | 5,50  |      |
| 6.      | Urho Kujanpää    | Finlandia         | 5,35  |      |
| 7.      | Shingo Sawa      | Japonia           | 5,35  |      |
| 8.      | Danił Polanski   | Kazachstan        | 4,80  |      |

| Pozycja | Zawodnik          | Państwo           | Wynik | Pkt. |
| ------- | ----------------- | ----------------- | ----- | ---- |
| 01 !    | Scott Lincoln     | Wielka Brytania   | 20,81 | 10   |
| 02 !    | Roger Steen       | Stany Zjednoczone | 20,58 | 7    |
| 03 !    | Eric Favors       | Irlandia          | 20,18 | 5    |
| 4.      | Francisco Belo    | Portugalia        | 19,75 | 3    |
| 5.      | Mohamed Solo      | Arabia Saudyjska  | 19,52 |      |
| 6.      | Iwan Iwanow       | Kazachstan        | 18,67 |      |
| 7.      | Piotr Goździewicz | Polska            | 18,15 |      |

### Kobiety
| Pozycja | Tor | Zawodniczka           | Państwo           | Czas |
| ------- | --- | --------------------- | ----------------- | ---- |
| 01 !    | 5   | Anthonique Strachan   | Bahamy            | 7,21 |
| 02 !    | 3   | Magdalena Stefanowicz | Polska            | 7,22 |
| 03 !    | 2   | Farzaneh Fasihi       | Iran              | 7,23 |
| 4.      | 4   | Salomé Kora           | Szwajcaria        | 7,27 |
| 5.      | 6   | Alexandra Burghardt   | Niemcy            | 7,28 |
| 6.      | 7   | Tina Clayton          | Jamajka           | 7,28 |
| 7.      | 1   | Destiny Smith-Barnett | Stany Zjednoczone | 7,30 |
| 8.      | 8   | Remona Burchell       | Jamajka           | 7,36 |

| Pozycja | Bieg | Tor | Zawodniczka             | Państwo     | Czas  | Pkt. |
| ------- | ---- | --- | ----------------------- | ----------- | ----- | ---- |
| 01 !    | 2    | 4   | Cátia Azevedo           | Portugalia  | 52,64 | 10   |
| 02 !    | 2    | 5   | Sophie Becker           | Irlandia    | 53,19 | 7    |
| 03 !    | 2    | 3   | Stephenie Ann McPherson | Jamajka     | 54,66 | 5    |
| 4.      | 1    | 6   | Nanako Matsumoto        | Japonia     | 54,79 | 3    |
| 5.      | 1    | 5   | Maja Ćirić              | Serbia      | 54,80 |      |
| 6.      | 2    | 6   | Kristina Kondraszowa    | Kazachstan  | 55,65 |      |
| 7.      | 1    | 3   | Laylo Allaberganova     | Uzbekistan  | 55,97 |      |
| 8.      | 1    | 2   | Adielina Ziems          | Kazachstan  | 56,55 |      |
| 9.      | 1    | 4   | Marija Szuwałowa        | Kazachstan  | 57,53 |      |
| 10.     | 2    | 2   | Anna Szumiło            | Kazachstan  | 57,72 |      |
| 11.     | 1    | 1   | Kristina Pronżenko      | Tadżykistan | 58,66 |      |

| Pozycja | Zawodniczka         | Państwo    | Czas    | Pkt. |
| ------- | ------------------- | ---------- | ------- | ---- |
| 01 !    | Diribe Welteji      | Etiopia    | 4:23,76 | 10   |
| 02 !    | Gela Hambese        | Etiopia    | 4:24,44 | 7    |
| 03 !    | Axumawit Embaye     | Etiopia    | 4:25,42 | 5    |
| 4.      | Dadi Bube           | Etiopia    | 4:27,06 | 3    |
| 5.      | Weronika Lizakowska | Polska     | 4:34,03 |      |
| 6.      | Marissa Damink      | Holandia   | 4:35,13 |      |
| 7.      | Vera Hoffmann       | Luksemburg | 4:35,79 |      |
| 8.      | Vera Coutellier     | Niemcy     | 4:35,93 |      |
| 9.      | Lenuța Simiuc       | Rumunia    | 4:36,13 |      |
| 10.     | Fedra Aldana Luna   | Argentyna  | 4:36,51 |      |
| 11 !    | Josephine Chelangat | Kenia      | DNF     |      |

| Pozycja | Tor | Zawodniczka    | Państwo           | Czas | Pkt. |
| ------- | --- | -------------- | ----------------- | ---- | ---- |
| 01 !    | 4   | Tobi Amusan    | Nigeria           | 7,77 | 10   |
| 02 !    | 5   | Nia Ali        | Stany Zjednoczone | 7,89 | 7    |
| 03 !    | 6   | Sarah Lavin    | Irlandia          | 7,91 | 5    |
| 4.      | 3   | Amber Hughes   | Stany Zjednoczone | 7,92 | 3    |
| 5.      | 8   | Megan Tapper   | Jamajka           | 8,03 |      |
| 6.      | 7   | Karin Strametz | Austria           | 8,05 |      |
| 7.      | 2   | Cortney Jones  | Stany Zjednoczone | 8,07 |      |
| 8.      | 1   | Amoi Brown     | Jamajka           | 8,11 |      |

| Pozycja | Zawodniczka            | Państwo           | Wynik | Pkt. |
| ------- | ---------------------- | ----------------- | ----- | ---- |
| 01 !    | Urtė Baikštytė         | Litwa             | 1,92  | 10   |
| 02 !    | Nadieżda Dubowicka     | Kazachstan        | 1,90  | 7    |
| 03 !    | Michaela Hrubá         | Czechy            | 1,87  | 5    |
| 4.      | Kristina Owczinnikowa  | Kazachstan        | 1,84  | 3    |
| 5.      | Nagisa Takahashi       | Japonia           | 1,84  |      |
| 6.      | Inika McPherson        | Stany Zjednoczone | 1,84  |      |
| 7.      | Saleta Fernández       | Hiszpania         | 1,84  |      |
| 8.      | Jelizawieta Matwiejewa | Kazachstan        | 1,84  |      |
| 9.      | Svetlana Radzivil      | Uzbekistan        | 1,78  |      |
| 10.     | Aleksandra Sharkayeva  | Uzbekistan        | 1,78  |      |
| 11.     | Arina Malugina         | Kazachstan        | 1,70  |      |

| Pozycja | Zawodniczka                | Państwo           | Wynik | Pkt. |
| ------- | -------------------------- | ----------------- | ----- | ---- |
| 01 !    | Milica Gardašević          | Serbia            | 6,45  | 10   |
| 02 !    | Diána Lesti                | Węgry             | 6,42  | 7    |
| 03 !    | Xiong Shiqi                | Chiny             | 6,38  | 5    |
| 4.      | Yue Nga Yan                | Hongkong          | 6,35  | 3    |
| 5.      | Alina Rotaru-Kottmann      | Rumunia           | 6,28  |      |
| 6.      | Petra Beáta Banhidi-Farkas | Węgry             | 6,25  |      |
| 7.      | Tiffany Flynn              | Stany Zjednoczone | 6,05  |      |
| 8.      | Anastasija Rypakowa        | Kazachstan        | 6,01  |      |
| 9.      | Alina Czistiakowa          | Kazachstan        | 5,82  |      |
| 10.     | Irina Koniszczewa          | Kazachstan        | 5,79  |      |
| 11.     | Ingeborg Grünwald          | Austria           | 5,10  |      |
| 12 !    | Jekatierina Awdiejenko     | Kazachstan        | NM    |      |

## Rekordy
Podczas mityngu ustanowiono 8 krajowych rekordów w kategorii seniorów:
| Zawodnik          | Reprezentacja    | Konkurencja                    | Rezultat |
| ----------------- | ---------------- | ------------------------------ | -------- |
| Dawid Jefriemow   | Kazachstan       | bieg na 60 metrów przez płotki | 7,59     |
| Eric Favors       | Irlandia         | pchnięcie kulą                 | 20,18    |
| Mohamed Solo      | Arabia Saudyjska | pchnięcie kulą                 | 19,52    |
| Farzaneh Fasihi   | Iran             | bieg na 60 metrów              | 7,23     |
| Cátia Azevedo     | Portugalia       | bieg na 400 metrów             | 52,64    |
| Fedra Aldana Luna | Argentyna        | bieg na milę                   | 4:36,51  |
| Tobi Amusan       | Nigeria          | bieg na 60 metrów przez płotki | 7,77     |
| Yue Nga Yan       | Hongkong         | skok w dal                     | 6,35     |